# Kloster Engelthal (Rheinhessen)

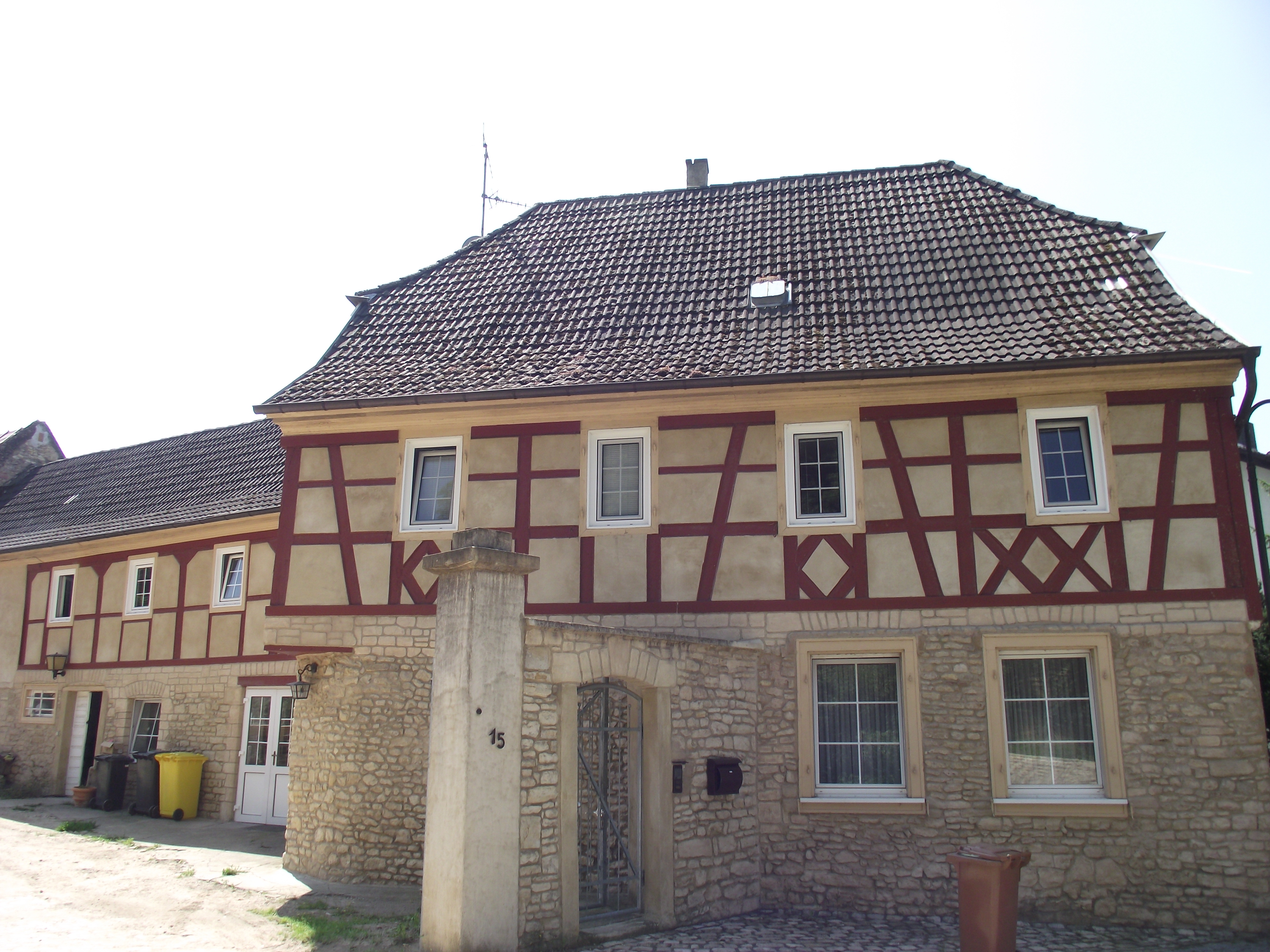
Renovierte Barockgebäude im Engelthaler Klosterareal

Das Kloster Engelthal ist eine ehemalige Zisterzienserinnenabtei im Ortsteil Ober-Ingelheim der Stadt Ingelheim am Rhein. Das Areal erstreckt sich ab dem Ohrenbrücker Tor in Richtung Stiegelgässer Tor.

## Geschichte

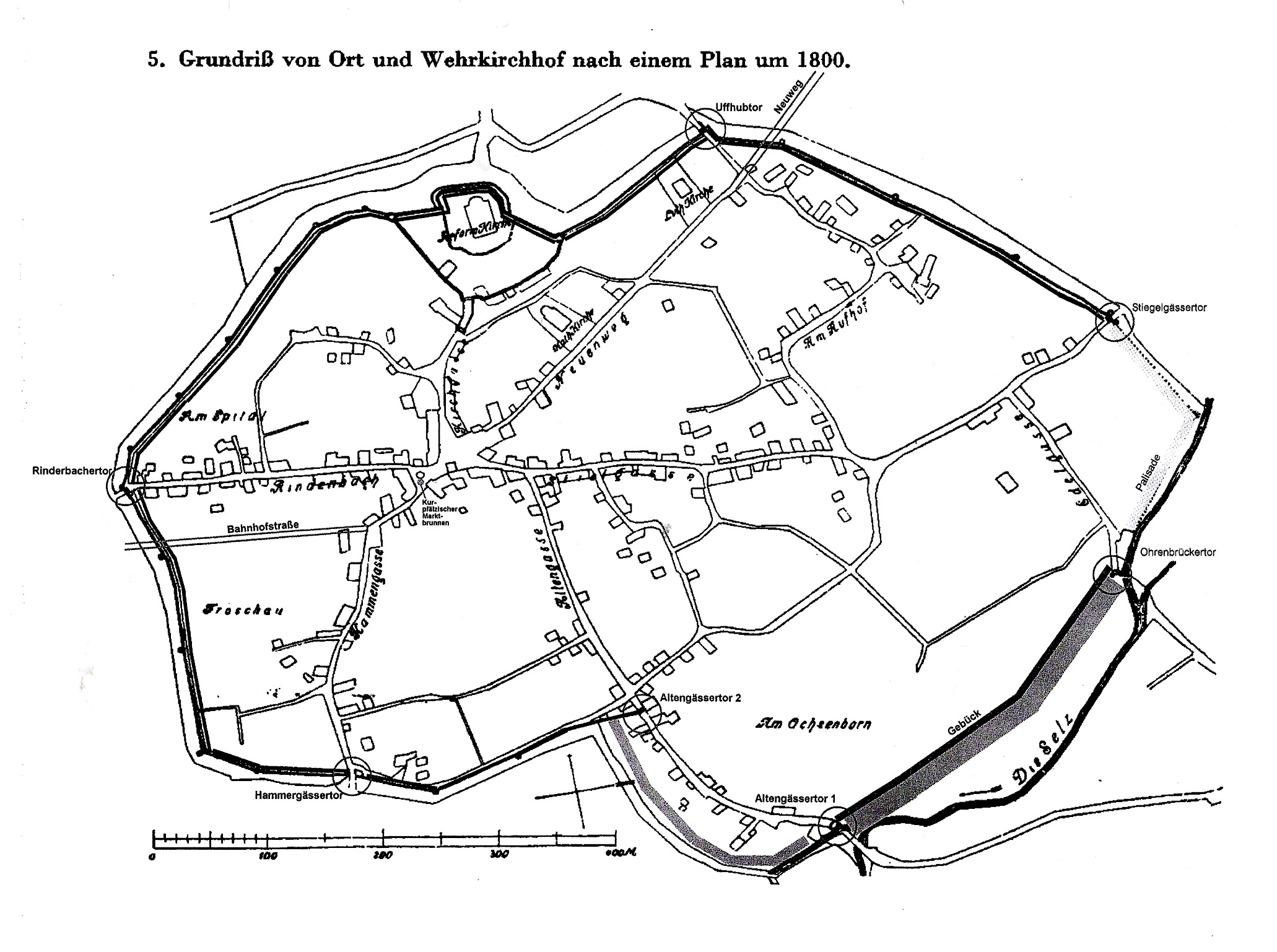
Stadtkarte Ober-Ingelheims um 1800

Die Gründung des Klosters Engelthal war eine indirekte Folge der Machtkämpfe zwischen kaiserlicher und päpstlicher Herrschaft, die sich in der ersten Hälfte des 13. Jahrhunderts abgespielt hatten.
Seit dieser Zeit ging die Bedeutung der Pfalz Ingelheim und damit Nieder-Ingelheims stetig zurück. Allerdings stieg nun die Bedeutung Ober-Ingelheims. Dort waren die Adelsfamilien, die ehemals zur Verwaltung der Kaiserpfalz gehörten, ansässig. Darunter waren die späteren Grafen von Ingelheim. Der Ort wurde im 13. Jahrhundert mit einer Stadtbefestigung ausgestattet, die auf dem Stadtplan Ober-Ingelheims von 1800 gut zu erkennen ist.
Das Kloster Engelthal wurde urkundlich erstmals im Jahr 1290 erwähnt. Es gehörte zu den Nonnenklöstern, denen der Mainzer Erzbischof Peter von Aspelt in seinem Testament vom 21. Februar 1319 Vermächtnisse hinterließ. Mit dieser Schenkung waren die wirtschaftlichen Voraussetzungen zur Gründung des Klosters geschaffen worden. Die geistliche Aufsicht über das Nonnenkloster war der Zisterzienser-Abtei Eberbach im kurmainzischen Rheingau übertragen. In den folgenden Jahrzehnten entwickelte es sich relativ schnell zu einer bedeutenden Grundherrschaft im Ingelheimer Grund, was vor allem auf zahlreiche Schenkungen zurückzuführen war. Diese stammten von vielen anderen Ministerialenfamilien der Umgebung. Hierzu ist die archivalische Quellenlage jedoch dürftig.
Das Ende des Klosters Engelthal kam mit der Reformation, die im Ingelheimer Grund ab 1556 durch die Heidelberger Kurfürsten eingeführt wurde; zuerst vorsichtig lutherisch unter Ottheinrich, ab 1565 jedoch radikal reformiert unter Friedrich III. Das Klosterleben kam im Verlauf des Dreißigjährigen Kriegs zum Erliegen, nachdem die Gebäude nahezu vollständig zerstört wurden. Die Klostergebäude im äußersten Süden der Stadt, von großzügigem Klosterareal umgeben, mit dem dazugehörigen verstreuten Besitz, 94 Morgen Ackerland und 5,5 Morgen Wiesen, wurden vom Pfalzgraf in Erbpacht vergeben.
Ab 2011 wurden die verbliebenen Gebäude restauriert und durch Ergänzungsbauten verbunden. Das ehemalige Kloster wird heute durch ein Ingelheimer Weingut bewirtschaftet und unter anderem als Konferenzstätte genutzt.

## Bilder vom Umbau

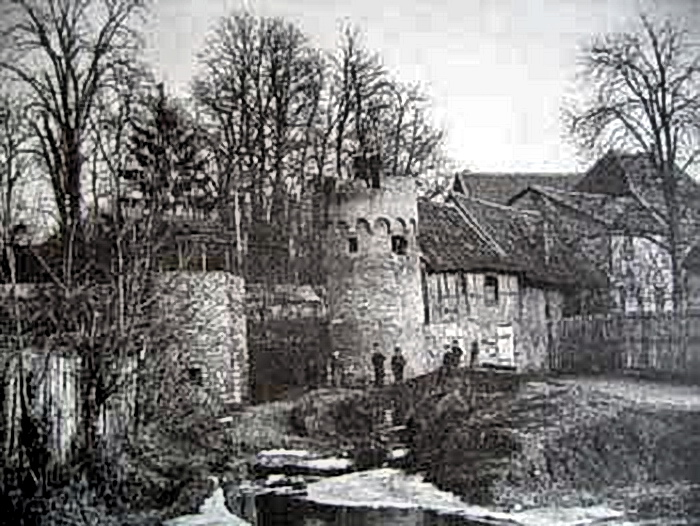
Ohrenbrücker Tor um 1903 mit Nonnenkloster Engelthal
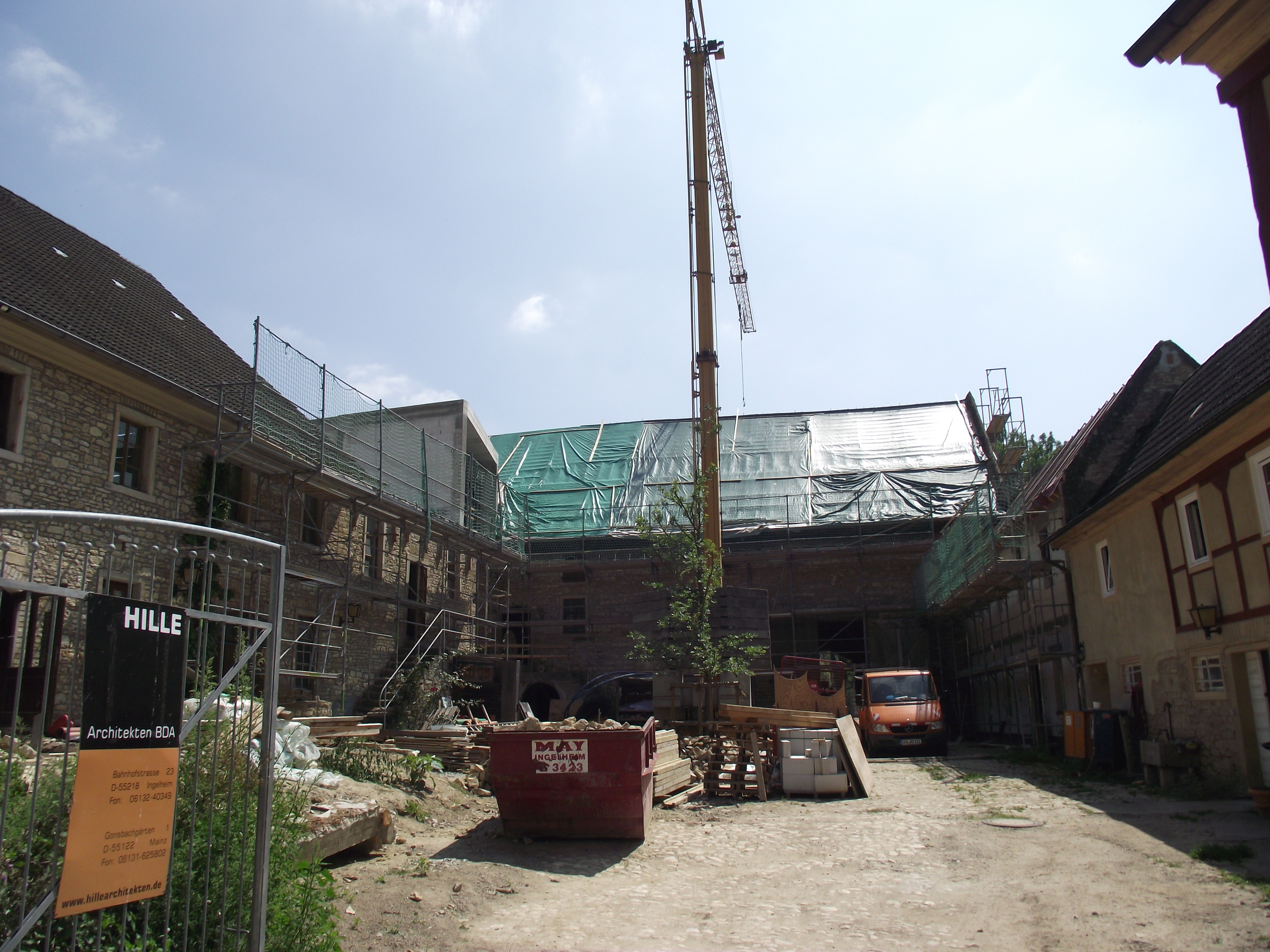
Innenhof, im Ausbau
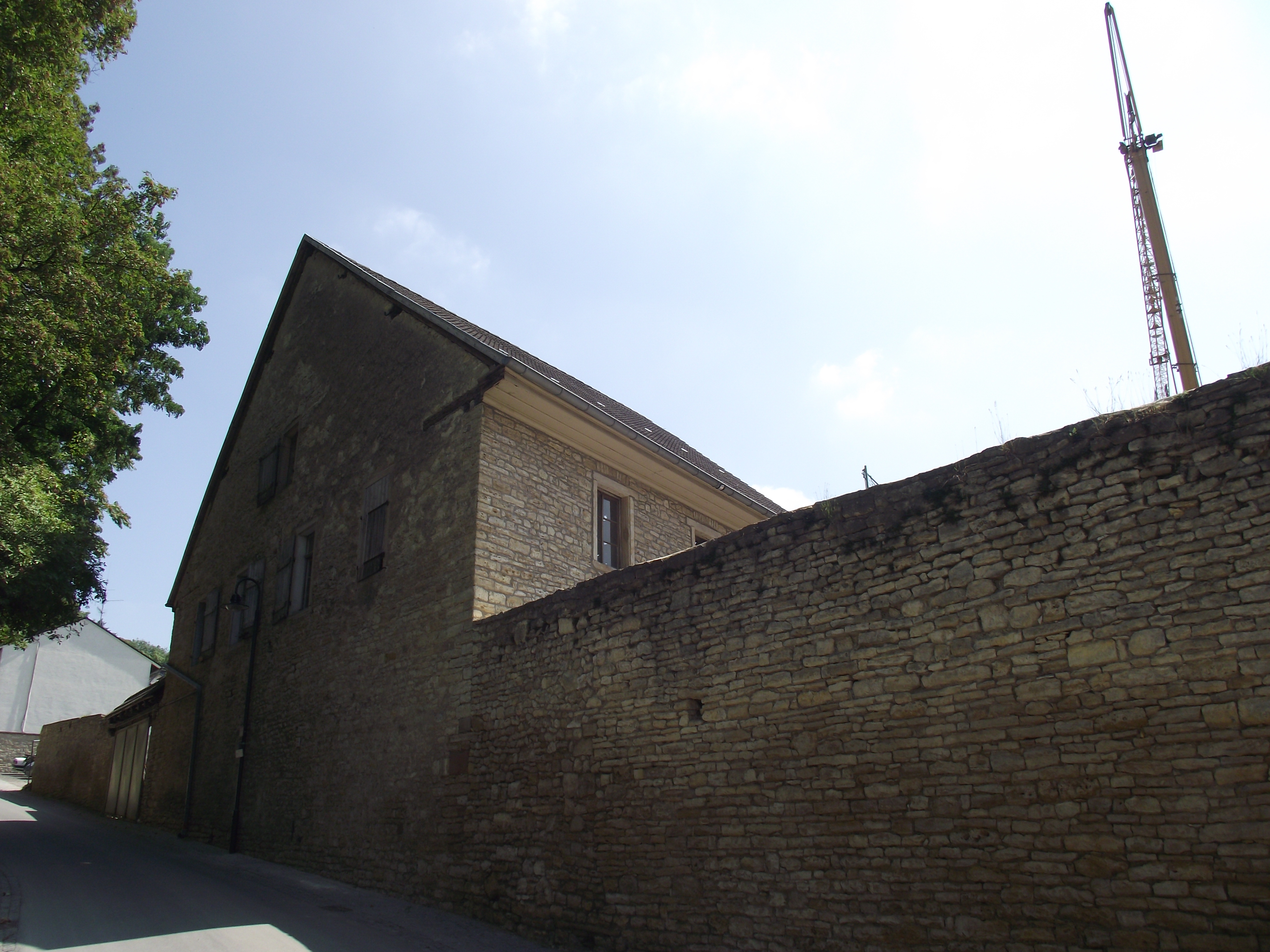
Hausfront an der Edelgasse, Rest der ehemaligen Klostermauer
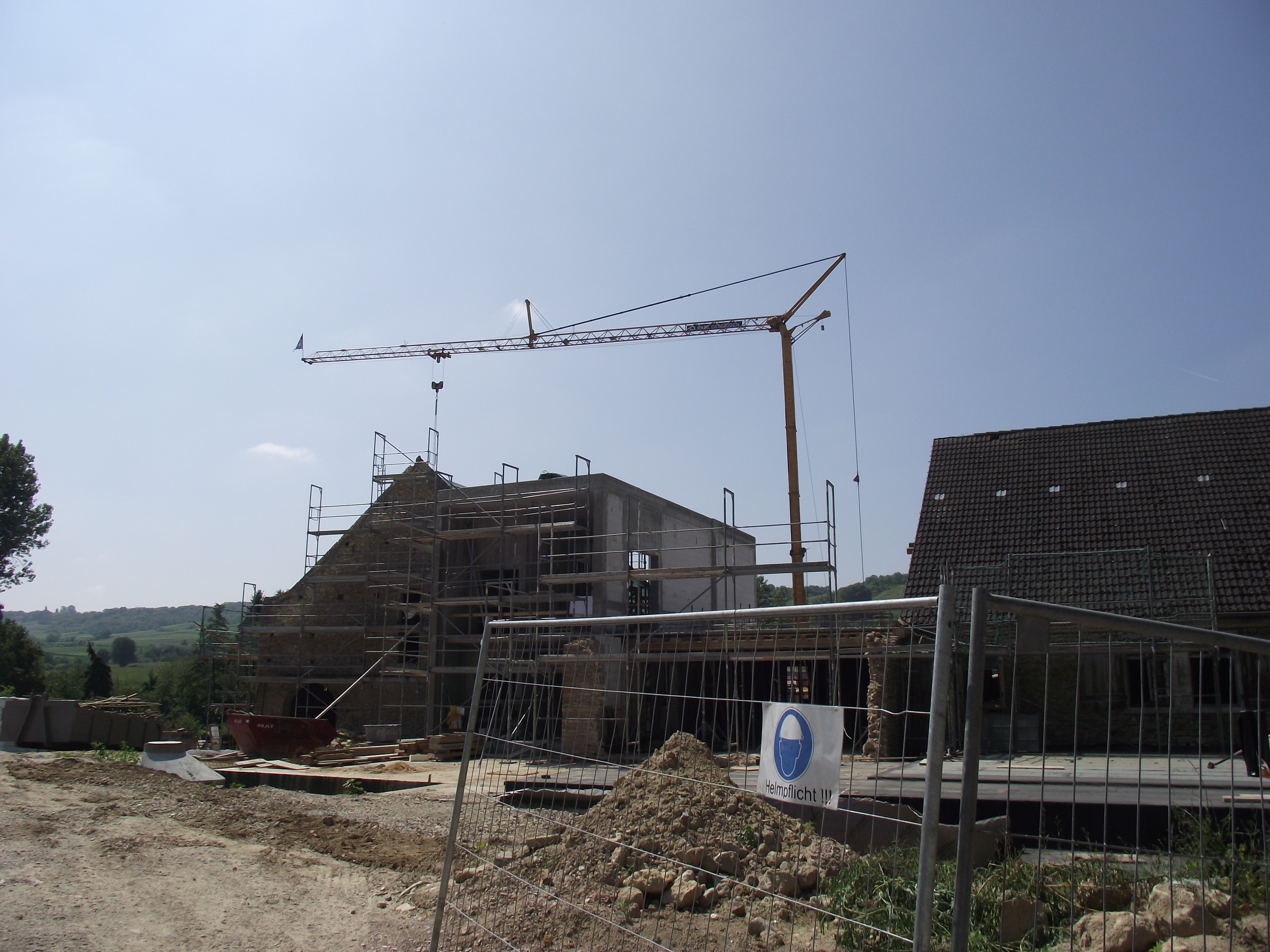
Von Osten, im Ausbau